# Anastrangalia sequensi
Anastrangalia sequensi là một loài bọ cánh cứng trong họ Cerambycidae.